# سی‌اف‌بی ادمنتن
سی‌اف‌بی ادمنتن (به انگلیسی: CFB Edmonton) یک فرودگاه نظامی با کد یاتا YED است . این فرودگاه در شهر ادمونتون کشور کانادا قرار دارد و در ارتفاع ۶۸۸ متری از سطح دریا واقع شده‌است.